# Gyulevsha
Gyulevsha är en ort i Azerbajdzjan.   Den ligger i distriktet Yevlax Rayonu, i den centrala delen av landet, 230 km väster om huvudstaden Baku. Gyulevsha ligger 46 meter över havet och antalet invånare är 2 237.
Terrängen runt Gyulevsha är huvudsakligen platt, men åt nordost är den kuperad. Terrängen runt Gyulevsha sluttar söderut. Runt Gyulevsha är det ganska tätbefolkat, med 72 invånare per kvadratkilometer.. Närmaste större samhälle är Mingelchaur, 10,7 km väster om Gyulevsha. 
Trakten runt Gyulevsha består till största delen av jordbruksmark.